# 이스미 철도 이스미선

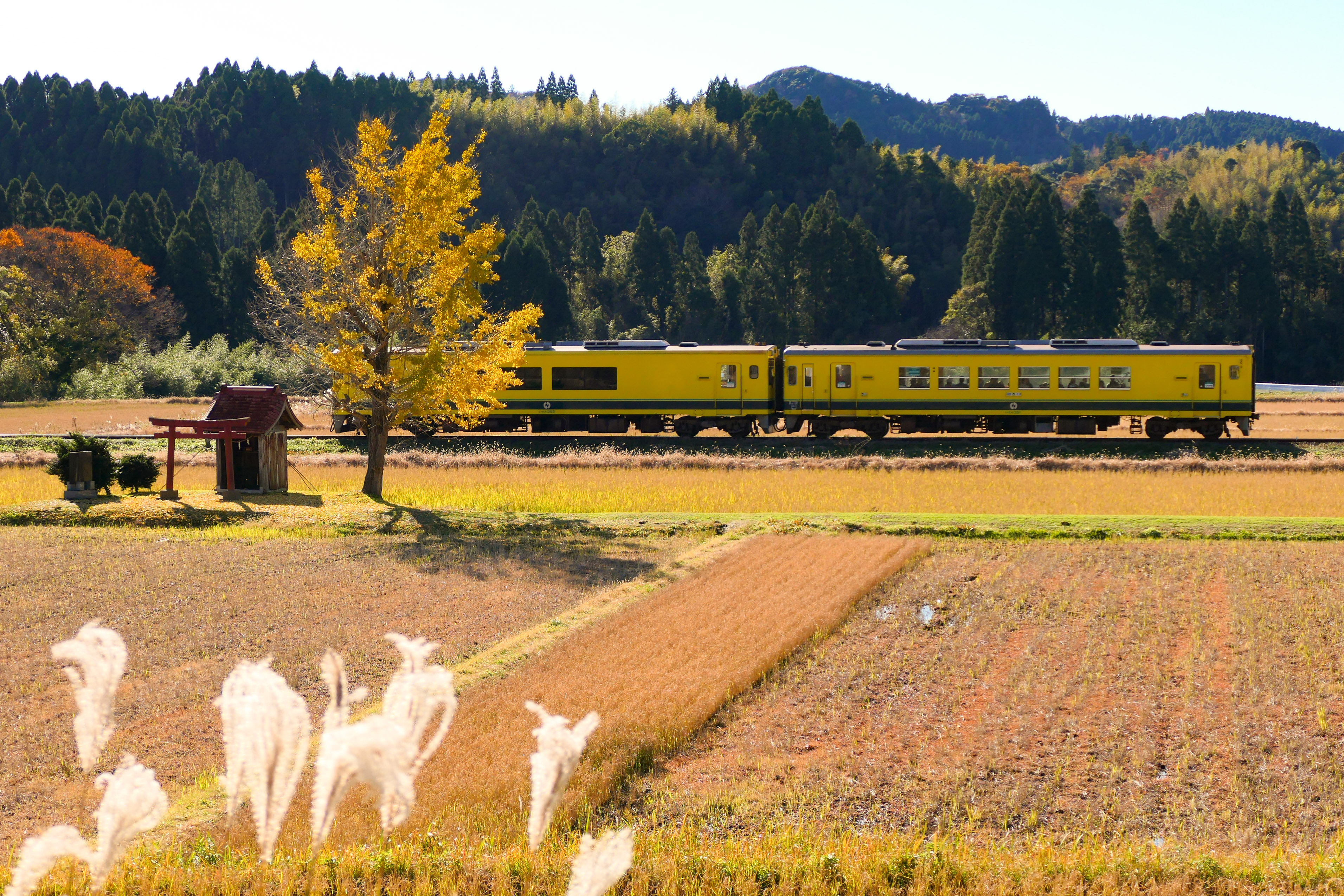
고야마쓰역 근처의 이스미 철도 열차

이스미선(일본어: いすみ線)은 일본 지바현 이스미시 오하라역에서, 지바현 이스미군 오타키정의 가즈사나카노역까지 연결하는 이스미 철도의 철도 노선이다. 일본국유철도의 특정지방교통선인 동일본 여객철도 (JR 동일본)의 기하라선을 계승한 노선이다.

## 개요
JR동일본 소토보선 오하라역으로부터 분기해 보소반도 동측으로부터 내륙부에 들어가, 카미소나카노역에서 접속하는 코미나토 철도선과 합해 반도 횡단선을 형성한다. 구니요시 역 - 소겐 역 사이 부근에서는 이스미 강을 따라 부설되어 있다.
개업 이래 만성적인 적자에 시달리고 있어 존망의 기회에 처해 있었다. 2007년 10월 29일에 행해진 이스미 철도 재생 회의에서 2009년도까지의 2년간은 수지 검증 기간으로서 존속할 방침이 결정되어, 2009년도의 결산에서 수지의 개선을 전망할 수 없는 경우는 폐지를 전제로 대체 교통을 검토하게 되었다.
거기서, 이스미 철도는 증편이나 역의 명명권(네이밍 라이츠) 매각, 신역 개설(시로미가오카역) 등 경영 개선책과 승객 획득책을 내세웠다. 그 결과 경영 상태의 회복이 인정되어 2010년 8월 6일에 이스미 철도선의 존속이 결정되었다.

### 노선 정보
- 관할(사업종별): 이스미 철도
- 노선 거리: 26.8km
- 궤간: 1,067mm
- 역 수: 14역(기종점역 포함)
- 복선 구간: 없음
- 전철화 구간: 없음
- 폐색 방식: 특수 자동 폐색식(전자 부호 조사식)
- 최고 속도: 65 km/h
- 보안 장치: ATS-SN
- 차량기지 소재역: 오타키 역

## 역사
1922년(다이쇼 11년) 공포의 개정 철도 부설법에 의해 기하라 선의 건설이 결정되지만, 시기는 미정이었다. 당시 오하라-오타키간에서 영업하고 있던 치바현영 인차궤도 및 그 후신의 이스미궤도는 적자경영으로, 연선지역의 경제력으로는 경영재건은 불가능한 상태에 빠져 있었다. 기하라선이 실현되면 건설비 및 그 후의 영업 적자는 정부 부담이 되므로, 현지에서는 철도성에의 진정을 활발히 실시해, 1925년(다이쇼 14년)에 기하라선 건설 착공이 승인된다.
1930년(쇼와 5년)에 개업한 기하라선은 본래 구루리선과 연결하여 오하라-기사라즈간을 연결하는 철도(개정 철도부설법 별표 제48호)로서 계획되었다. 키하라선이라고 하는 노선명도 기사라즈의 나무와 오하라(현·이스미시)의 벌판에서 채취된 것이었지만, 카미사나카노-카미사가메산간은 건설되지 않았다. 또한 이스미 궤도는 기하라 선 개업이 결정됨에 따라 폐지되었다. 노선명의 요미우리 가나는 「키하나센」으로, 두 지명으로부터 한 글자씩을 따서 붙여진 노선 중에서는 몇 안 되는 「양쪽의 한자를 훈독하는 노선명(국철 분할 민영화의 시점에서는 그 밖에 요네사카선과 오이토선 뿐. 보통은 음독)'」이었다.
개업 당초의 열차 운행은 증기 기관차 C10형과 C12형이 객차를 여러 량 견인하고 있었다.
연선은 인구 희박 지대로 수송량은 많지 않고, 합리화를 위해서 1934년(쇼와 9년)에 가솔린 카키하 40000형을 투입해 열차 댓수를 증설했다. 이 차량은 태평양전쟁 중 휘발유 부족을 메우기 위해 주변에서 생산되는 천연가스 동력이 돼 1944년(쇼와 19년)까지 운행된다.
전후는 C12에 의한 객차 열차가 되어, 1948년(쇼와 23년) 8월부터 천연가스차도 부활하지만, 이것은 단기간에 소멸한다. 1954년(쇼와 29년)에는 경영합리화와 소형차량에 의한 열차편수의 증발에 의한 여객서비스의 향상을 목적으로 레일버스(키하 10000형)가 투입되지만 승차정원이 적은 데다 너무 가벼워 건널목 감지가 작동하지 않아 경보기가 울리지 않는 등의 문제로 7년간의 사용으로 끝났다. 이 시대가 목원선의 열차 편수가 가장 많은 시기였으나 정원수 56명의 기하 10000형으로는 대응할 수 없었다.
1981년(쇼와 56년)에 국철재건법 시행에 의해 제1차 특정 지방 교통선으로 지정되었고, 1987년(쇼와 62년)에 동일본 여객철도(JR 동일본)에 승계된 후, 1988년(쇼와 63년)에 이스미 철도로 전환되었다. 1차 폐지 대상 노선으로는 마지막 전환이었다.